# Галерија Србија у Нишу
Галерија „Србија” у Нишу био је од 1994—2017. године један је од три изложбена простора Галерије савремених ликовних уметности Ниш и једна од најрепрезентативнијих галерија у Србији. Налази се у строгом центру града, у мултифункционалном простору, са покретним зидовима, у коме постоји од 1994. године. Спада у ред најпосећенијих галеријских простор у Нишу, и Југоисточној Србији. У њој ликовни уметници из Ниша, Србије и свата радо излажу своја ликовна дела.

## Основни подаци
- Галерија „Србија”, налази се у строгом центру Ниша на Тргу краља Милана број 13.
- Изложбени простор и део за смештај уметничких дела, површине је 535 m²
- Простор је додељен ГСЛУ Ниш, Уговором о уступању на коришћење, од стране оснивача, Скупштине града Ниша.[1]

## Историја
Галерија „Србија“, смештена је у објекту некада градске кафане, потом првог супермаркета са самопослуживањем купаца у Нишу. Зграда галерије саграђена је у првој деценији 20. века као приземни угоститељски објекат, у духу западно европског еклектичног стила. 
Зграда данашње галерије, која се налази у строгом центру града Ниша на Тргу краља Милана, укупне површине 535 m², након санације и адаптације од стране градских власти Ниша претворена је у изложбени простор за приређивање великих ретроспективних и колективних изложби, и одржавање разноврсних културних манифестације. Потом је овај новоосновани глаеријски простор, 1994. године, предата на  даље коришћење Галерији савремених ликовних уметности Ниш.   
Током марта 2006. зграда је саниран је кров и фасада и извршена адаптација ентеријера галерије, када је она добила садашњи изглед - модерног галеријског простора европских стандарда. 
Од септембра 2013. године, када је одлуком Владе Србије, Галерији савремених ликовних уметности Ниш, добила статус установе културе од националног значаја и постала прва установа те врсте у Нишу, Галерија „Србија”, као импозантан изложбени простор, добила је велики значај за културу не само Ниша већ и целе Србије и шире ван њених граница.

## Галерија „Србија” у поступку реституције
Галерија „Србија” у Нишу након вишегодишњег судског спора са власницима објекта у процесу реституције у Србији, изгубила је спор и остала без просатора. Управни суд који је прво по тужби града Ниша поништио решење о враћању бившим власницима, новом прсудом од  фебруара 2017. донео је коначно решење и Агенција за реституцију донела је решење да се објекат врти наследницима старих власника.

## Престанак рада
Коначно је престала неизвесност, за љубитеље уметности у Нишу и шире, који су сада разочарани чињеницом да је Галерија од 1. јуна 2017. престала са радом и да ће се готово 1.500 дела савременог српског сликарства, који су чувани у депоу ове галерије наћи у неусловним објрктимс, ван очију јавноти.

## Намена
Простор Галерија Србија, својом архитектонском конструкцијом, са покретним зидовима и унутрашњом висином свода, делује импозатно, што пружа идеалне услове за:
- Одржавање камерних концерата и акустичних представа.
- Експерименталну арт сцену уметника из Нишког региона.
- Излагачке активности уметника свих генерације.
- Ретроспективне изложбе уметника и архитеката.
- Конгресне активности, продајне изложбе књига, биоскопске представе, друштвено-политичке скупове итд.
- Презентацију великог број различитих атрактивних уметничких изложби које се одликују необичним начином представљања (нпр инсталације).